# 流浪儿
街童，泛指無家可歸的兒童，是社会中的弱势群体，需要社会关怀。他們大部分以行乞、拾荒、賣東西，甚至偷竊為生，由於經常周围环境髒亂（比如有的流浪儿童安身在垃圾场），感染疾病的機會極高。缺少受教育的机会。有些會淪為童黨或雛妓，甚至因感染疾病或受傷失救而死亡。

## 各地流浪儿问题
- 贵州毕节流浪儿死亡事件
- 印度流浪儿问题
- 小燕子 (朝鮮)
- 開發中國家流浪儿问题

## 相关作品
- 《摩洛哥街童（英语：Ali Zaoua）》